# Eleições autárquicas portuguesas de 1993 no distrito da Guarda
| Eleições autárquicas portuguesas de 1993 Distritos: Aveiro \| Beja \| Braga \| Bragança \| Castelo Branco \| Coimbra \| Évora \| Faro \| Guarda \| Leiria \| Lisboa \| Portalegre \| Porto \| Santarém \| Setúbal \| Viana do Castelo \| Vila Real \| Viseu \| Açores \| Madeira |

## Resultados por concelho
Os resultados nos concelhos do distrito da Guarda foram os seguintes:

### Aguiar da Beira
| Partido                 | Partido                        | Votos | %               | +/-  | Vereadores | +/-     |
| ----------------------- | ------------------------------ | ----- | --------------- | ---- | ---------- | ------- |
|                         | Partido Social Democrata       | 2 061 | 50,01 / 100,00  | 0,27 | 3 / 5      | Estável |
|                         | Partido Popular                | 1 056 | 25,62 / 100,00  | 6,50 | 1 / 5      | 1       |
|                         | Partido Socialista             | 785   | 19,05 / 100,00  | 6,24 | 1 / 5      | 1       |
|                         | Coligação Democrática Unitária | 50    | 1,21 / 100,00   | 0,61 | 0 / 5      | Estável |
| Votos Inválidos         | Votos Inválidos                | 169   | 4,11 / 100,00   | 0,09 |            |         |
| Total                   | Total                          | 4 121 | 100,00 / 100,00 |      | 5 / 5      |         |
| Eleitorado/Participação | Eleitorado/Participação        | 5 981 | 68,90 / 100,00  | 4,46 |            |         |

### Almeida
| Partido                 | Partido                        | Votos | %               | +/-   | Vereadores | +/-     |
| ----------------------- | ------------------------------ | ----- | --------------- | ----- | ---------- | ------- |
|                         | Partido Social Democrata       | 2 728 | 42,49 / 100,00  | 14,14 | 3 / 5      | 2       |
|                         | Partido Popular                | 1 763 | 27,46 / 100,00  | 7,50  | 1 / 5      | 1       |
|                         | Partido Socialista             | 1 586 | 24,70 / 100,00  | 7,28  | 1 / 5      | 1       |
|                         | Coligação Democrática Unitária | 80    | 1,25 / 100,00   | 0,03  | 0 / 5      | Estável |
| Votos Inválidos         | Votos Inválidos                | 263   | 4,10 / 100,00   | 0,68  |            |         |
| Total                   | Total                          | 6 420 | 100,00 / 100,00 |       | 5 / 5      |         |
| Eleitorado/Participação | Eleitorado/Participação        | 9 289 | 69,11 / 100,00  | 0,47  |            |         |

### Celorico da Beira
| Partido                 | Partido                        | Votos | %               | +/-   | Vereadores | +/-     |
| ----------------------- | ------------------------------ | ----- | --------------- | ----- | ---------- | ------- |
|                         | Partido Socialista             | 2 796 | 49,09 / 100,00  | 28,78 | 3 / 5      | 2       |
|                         | Partido Social Democrata       | 2 238 | 39,29 / 100,00  | 21,38 | 2 / 5      | 2       |
|                         | Partido Popular                | 371   | 6,51 / 100,00   | 5,09  | 0 / 5      | Estável |
|                         | Coligação Democrática Unitária | 35    | 0,61 / 100,00   | 1,95  | 0 / 5      | Estável |
| Votos Inválidos         | Votos Inválidos                | 256   | 4,50 / 100,00   | 0,37  |            |         |
| Total                   | Total                          | 5 696 | 100,00 / 100,00 |       | 5 / 5      |         |
| Eleitorado/Participação | Eleitorado/Participação        | 8 468 | 67,26 / 100,00  | 5,01  |            |         |

### Figueira de Castelo Rodrigo
| Partido                 | Partido                        | Votos | %               | +/-  | Vereadores | +/-     |
| ----------------------- | ------------------------------ | ----- | --------------- | ---- | ---------- | ------- |
|                         | Partido Socialista             | 3 030 | 57,36 / 100,00  | 3,87 | 3 / 5      | Estável |
|                         | Partido Social Democrata       | 1 870 | 35,40 / 100,00  | 0,23 | 2 / 5      | Estável |
|                         | Partido Popular                | 129   | 2,44 / 100,00   | 4,04 | 0 / 5      | Estável |
|                         | Coligação Democrática Unitária | 32    | 0,61 / 100,00   | 0,35 | 0 / 5      | Estável |
| Votos Inválidos         | Votos Inválidos                | 221   | 4,18 / 100,00   | 0,27 |            |         |
| Total                   | Total                          | 5 282 | 100,00 / 100,00 |      | 5 / 5      |         |
| Eleitorado/Participação | Eleitorado/Participação        | 7 175 | 73,62 / 100,00  | 0,78 |            |         |

### Fornos de Algodres
| Partido                 | Partido                        | Votos | %               | +/-   | Vereadores | +/-     |
| ----------------------- | ------------------------------ | ----- | --------------- | ----- | ---------- | ------- |
|                         | Partido Social Democrata       | 1 916 | 44,58 / 100,00  | 10,38 | 2 / 5      | 1       |
|                         | Partido Socialista             | 1 454 | 33,83 / 100,00  | 13,31 | 2 / 5      | 1       |
|                         | Partido Popular                | 731   | 17,01 / 100,00  | 2,60  | 1 / 5      | Estável |
|                         | Coligação Democrática Unitária | 32    | 0,74 / 100,00   | 0,24  | 0 / 5      | Estável |
| Votos Inválidos         | Votos Inválidos                | 165   | 3,84 / 100,00   | 0,09  |            |         |
| Total                   | Total                          | 4 298 | 100,00 / 100,00 |       | 5 / 5      |         |
| Eleitorado/Participação | Eleitorado/Participação        | 5 605 | 76,68 / 100,00  | 1,24  |            |         |

### Gouveia
| Partido                 | Partido                        | Votos  | %               | +/-  | Vereadores | +/-     |
| ----------------------- | ------------------------------ | ------ | --------------- | ---- | ---------- | ------- |
|                         | Partido Socialista             | 4 967  | 45,58 / 100,00  | 0,91 | 4 / 7      | Estável |
|                         | Partido Social Democrata       | 4 529  | 41,56 / 100,00  | 0,88 | 3 / 7      | Estável |
|                         | Partido Popular                | 557    | 5,11 / 100,00   | 0,01 | 0 / 7      | Estável |
|                         | Coligação Democrática Unitária | 375    | 3,44 / 100,00   | 0,07 | 0 / 7      | Estável |
| Votos Inválidos         | Votos Inválidos                | 470    | 4,31 / 100,00   | 0,03 |            |         |
| Total                   | Total                          | 10 898 | 100,00 / 100,00 |      | 7 / 7      |         |
| Eleitorado/Participação | Eleitorado/Participação        | 16 322 | 66,77 / 100,00  | 0,09 |            |         |

### Guarda
| Partido                 | Partido                        | Votos  | %               | +/-  | Vereadores | +/-     |
| ----------------------- | ------------------------------ | ------ | --------------- | ---- | ---------- | ------- |
|                         | Partido Socialista             | 12 928 | 52,34 / 100,00  | 0,47 | 4 / 7      | Estável |
|                         | Partido Social Democrata       | 8 518  | 34,49 / 100,00  | 1,06 | 3 / 7      | Estável |
|                         | Partido Popular                | 1 310  | 5,30 / 100,00   | 1,17 | 0 / 7      | Estável |
|                         | Coligação Democrática Unitária | 802    | 3,25 / 100,00   | 0,58 | 0 / 7      | Estável |
| Votos Inválidos         | Votos Inválidos                | 1 140  | 4,62 / 100,00   | 0,62 |            |         |
| Total                   | Total                          | 24 698 | 100,00 / 100,00 |      | 7 / 7      |         |
| Eleitorado/Participação | Eleitorado/Participação        | 36 349 | 67,95 / 100,00  | 0,83 |            |         |

### Manteigas
| Partido                 | Partido                           | Votos | %               | +/-   | Vereadores | +/-     |
| ----------------------- | --------------------------------- | ----- | --------------- | ----- | ---------- | ------- |
|                         | Partido Social Democrata          | 1 144 | 42,18 / 100,00  | 7,70  | 3 / 5      | 1       |
|                         | Partido Socialista                | 1 039 | 38,31 / 100,00  | 14,16 | 2 / 5      | 1       |
|                         | Partido Popular                   | 273   | 10,07 / 100,00  | -     | 0 / 5      | -       |
|                         | Coligação Democrática Unitária    | 146   | 5,38 / 100,00   | 4,62  | 0 / 5      | Estável |
|                         | Partido da Solidariedade Nacional | 34    | 1,25 / 100,00   | Novo  | 0 / 5      | Novo    |
| Votos Inválidos         | Votos Inválidos                   | 76    | 2,81 / 100,00   | 0,25  |            |         |
| Total                   | Total                             | 2 712 | 100,00 / 100,00 |       | 5 / 5      |         |
| Eleitorado/Participação | Eleitorado/Participação           | 3 702 | 73,26 / 100,00  | 0,99  |            |         |

### Mêda
| Partido                 | Partido                        | Votos | %               | +/-   | Vereadores | +/-     |
| ----------------------- | ------------------------------ | ----- | --------------- | ----- | ---------- | ------- |
|                         | Partido Social Democrata       | 2 005 | 42,69 / 100,00  | 7,55  | 3 / 5      | Estável |
|                         | Partido Socialista             | 1 315 | 28,00 / 100,00  | -     | 1 / 5      | -       |
|                         | Partido Popular                | 1 123 | 23,91 / 100,00  | 15,94 | 1 / 5      | 1       |
|                         | Coligação Democrática Unitária | 48    | 1,02 / 100,00   | 4,49  | 0 / 5      | Estável |
| Votos Inválidos         | Votos Inválidos                | 206   | 4,38 / 100,00   | 0,02  |            |         |
| Total                   | Total                          | 4 697 | 100,00 / 100,00 |       | 5 / 5      |         |
| Eleitorado/Participação | Eleitorado/Participação        | 7 005 | 67,05 / 100,00  | 4,01  |            |         |

### Pinhel
| Partido                 | Partido                        | Votos  | %               | +/-  | Vereadores | +/-     |
| ----------------------- | ------------------------------ | ------ | --------------- | ---- | ---------- | ------- |
|                         | Partido Socialista             | 3 170  | 38,11 / 100,00  | 3,75 | 3 / 7      | Estável |
|                         | Partido Social Democrata       | 2 521  | 30,30 / 100,00  | 7,82 | 2 / 7      | 1       |
|                         | Partido Popular                | 2 163  | 26,00 / 100,00  | 9,59 | 2 / 7      | 1       |
|                         | Coligação Democrática Unitária | 128    | 1,54 / 100,00   | 0,38 | 0 / 7      | Estável |
| Votos Inválidos         | Votos Inválidos                | 337    | 4,05 / 100,00   | 0,10 |            |         |
| Total                   | Total                          | 8 319  | 100,00 / 100,00 |      | 7 / 7      |         |
| Eleitorado/Participação | Eleitorado/Participação        | 12 095 | 68,78 / 100,00  | 1,41 |            |         |

### Sabugal
| Partido                 | Partido                        | Votos  | %               | +/-   | Vereadores | +/-     |
| ----------------------- | ------------------------------ | ------ | --------------- | ----- | ---------- | ------- |
|                         | Partido Socialista             | 4 897  | 43,15 / 100,00  | 22,22 | 4 / 7      | 2       |
|                         | Partido Social Democrata       | 4 526  | 39,88 / 100,00  | 8,75  | 3 / 7      | 1       |
|                         | Partido Popular                | 1 107  | 9,75 / 100,00   | 31,06 | 0 / 7      | 3       |
|                         | Coligação Democrática Unitária | 215    | 1,89 / 100,00   | 0,26  | 0 / 7      | Estável |
| Votos Inválidos         | Votos Inválidos                | 605    | 5,33 / 100,00   | 0,18  |            |         |
| Total                   | Total                          | 11 350 | 100,00 / 100,00 |       | 7 / 7      |         |
| Eleitorado/Participação | Eleitorado/Participação        | 16 948 | 66,97 / 100,00  | 0,59  |            |         |

### Seia
| Partido                 | Partido                        | Votos  | %               | +/-   | Vereadores | +/-     |
| ----------------------- | ------------------------------ | ------ | --------------- | ----- | ---------- | ------- |
|                         | Partido Socialista             | 8 533  | 48,85 / 100,00  | 14,17 | 4 / 7      | 1       |
|                         | Partido Social Democrata       | 6 555  | 37,53 / 100,00  | 2,52  | 3 / 7      | Estável |
|                         | Partido Popular                | 877    | 5,02 / 100,00   | 15,07 | 0 / 7      | 1       |
|                         | Coligação Democrática Unitária | 796    | 4,56 / 100,00   | 1,16  | 0 / 7      | Estável |
| Votos Inválidos         | Votos Inválidos                | 706    | 4,05 / 100,00   | 0,56  |            |         |
| Total                   | Total                          | 17 467 | 100,00 / 100,00 |       | 7 / 7      |         |
| Eleitorado/Participação | Eleitorado/Participação        | 25 969 | 67,26 / 100,00  | 1,00  |            |         |

### Trancoso
| Partido                 | Partido                        | Votos  | %               | +/-  | Vereadores | +/-     |
| ----------------------- | ------------------------------ | ------ | --------------- | ---- | ---------- | ------- |
|                         | Partido Social Democrata       | 3 761  | 51,68 / 100,00  | 2,82 | 4 / 7      | Estável |
|                         | Partido Socialista             | 2 042  | 28,06 / 100,00  | 5,88 | 2 / 7      | Estável |
|                         | Partido Popular                | 1 038  | 14,26 / 100,00  | 3,79 | 1 / 7      | Estável |
|                         | Coligação Democrática Unitária | 98     | 1,35 / 100,00   | 0,11 | 0 / 7      | Estável |
| Votos Inválidos         | Votos Inválidos                | 339    | 4,65 / 100,00   | 0,62 |            |         |
| Total                   | Total                          | 7 278  | 100,00 / 100,00 |      | 7 / 7      |         |
| Eleitorado/Participação | Eleitorado/Participação        | 10 897 | 66,79 / 100,00  | 2,04 |            |         |

### Vila Nova de Foz Côa
| Partido                 | Partido                        | Votos | %               | +/-  | Vereadores | +/-     |
| ----------------------- | ------------------------------ | ----- | --------------- | ---- | ---------- | ------- |
|                         | Partido Social Democrata       | 3 160 | 50,93 / 100,00  | 1,28 | 3 / 5      | Estável |
|                         | Partido Socialista             | 2 253 | 36,31 / 100,00  | 2,71 | 2 / 5      | Estável |
|                         | Partido Popular                | 460   | 7,41 / 100,00   | 1,12 | 0 / 5      | Estável |
|                         | Coligação Democrática Unitária | 80    | 1,29 / 100,00   | 1,77 | 0 / 5      | Estável |
| Votos Inválidos         | Votos Inválidos                | 252   | 4,06 / 100,00   | 0,78 |            |         |
| Total                   | Total                          | 6 205 | 100,00 / 100,00 |      | 5 / 5      |         |
| Eleitorado/Participação | Eleitorado/Participação        | 9 035 | 68,68 / 100,00  | 1,19 |            |         |